# あなたと共に生きてゆく
「あなたと共に生きてゆく」（あなたとともにいきていく）は、テレサ・テンの26作目のシングル。1993年5月12日にトーラスレコードより発売。

## 概要
- テレサ・テン自身最後のレコーディング曲である。
- 作詞はZARDの坂井泉水、作曲は織田哲郎。ビーイングが制作に関わる。
- メナード化粧品のイメージソングおよび企業CMソングにも起用された。
- 坂井がZARDとして2005年9月に発売したオリジナルアルバム『君とのDistance』（ZARD最後のオリジナルアルバムでもある）にセルフカバーとして収録された。

## 収録曲
1. あなたと共に生きてゆく
作詞：坂井泉水　作曲：織田哲郎　編曲：葉山たけし
2. 愛し愛されて
作詞・作曲：永井龍雲　編曲：川口真
3. あなたと共に生きてゆく （オリジナルカラオケ）
4. 愛し愛されて （オリジナルカラオケ）

## カバー
| アーティスト           | 収録作品（初出のみ）                                    | 発売日                 | 規格品番               | 備考                                     |
| あなたと共に生きてゆく | あなたと共に生きてゆく                                  | あなたと共に生きてゆく | あなたと共に生きてゆく | あなたと共に生きてゆく                   |
| ---------------------- | ------------------------------------------------------- | ---------------------- | ---------------------- | ---------------------------------------- |
| ZARD                   | 君とのDistance                                          | 2005年9月7日           | JBCJ-9012              | セルフカバー                             |
| 由紀さおり             | あなたと共に生きてゆく〜由紀さおり テレサ・テンを歌う〜 | 2016年7月27日          | UPCY-7149              | テレサ・テンとのデュエット曲として収録。 |